# Argentina ai Giochi della XIV Olimpiade
L'Argentina partecipò ai Giochi della XIV Olimpiade, svoltisi a Londra, dal 20 luglio al 14 agosto 1948, 
con una delegazione di 199 atleti, di cui 11 donne, impegnati in 16 discipline,
aggiudicandosi 3 medaglie d'oro, 3 medaglie d'argento e 1 medaglia di bronzo.

## Medagliere

### Per discipline
| Sport            | Oro | Argento | Bronzo | Totale |
| ---------------- | --- | ------- | ------ | ------ |
| Pugilato         | 2   | 0       | 1      | 3      |
| Atletica leggera | 1   | 1       | 0      | 2      |
| Tiro             | 0   | 1       | 0      | 1      |
| Vela             | 0   | 1       | 0      | 1      |
| Totale           | 3   | 3       | 1      | 7      |

### Medaglie
| Medaglia | Atleta | Sport            | Evento                   |
| -------- | --- | ---------------- | ------------------------ |
| Oro      | Delfo Cabrera | Atletica leggera | Maratona                 |
| Oro      | Pascual Pérez | Pugilato         | Pesi mosca               |
| Oro      | Rafael Iglesias | Pugilato         | Pesi massimi             |
| Argento  | Noemí Simonetto | Atletica leggera | Salto in lungo femminile |
| Argento  | Carlos Enrique Díaz Sáenz Valiente                                                                                             | Tiro             | Pistola 25 metri         |
| Argento  | Enrique Conrado Sieburger Enrique Adolfo Sieburger Emilio Homps Rodolfo Rivademar Rufino Rodríguez de la Torre Julio Sieburger | Vela             | 6 metri                  |
| Bronzo   | Mauro Cía | Pugilato         | Pesi mediomassimi        |

## Risultati

### Pallacanestro
| Atleta | Classifica |
| --- | ---------- |
| V · D · M Nazionale argentina - Pallacanestro ai Giochi della XIV Olimpiade 3 Furlong · 4 Varani · 5 González · 6 Lledó · 7 Ruffa · 8 Guerrero · 9 Martinetti · 10 Menini · 11 Uder · 12 Vío · 13 Contarbio · 14 Nuré · 15 Calvo · 16 Pérez · All. Jorge Canavesi | 15°        |
| Nazionale argentina - Pallacanestro ai Giochi della XIV Olimpiade |            |
| 3 Furlong · 4 Varani · 5 González · 6 Lledó · 7 Ruffa · 8 Guerrero · 9 Martinetti · 10 Menini · 11 Uder · 12 Vío · 13 Contarbio · 14 Nuré · 15 Calvo · 16 Pérez · All. Jorge Canavesi                                                                             |            |

### Pallanuoto
| Atleta | Classifica |                      |
| --- | --- | -------------------- |
| V · D · M Nazionale maschile argentina di pallanuoto · Giochi olimpici - Londra 1948 Codaro · Filiberti · Maidana · Prono · Szabo · C. Visentín · M. Visentín · Díez · Fijalkauskas · Sebastián · Trimboli · CT : - | 9° |                      |
| Nazionale maschile argentina di pallanuoto · Giochi olimpici - Londra 1948 | |                      |
| Codaro · Filiberti · Maidana · Prono · Szabo · C. Visentín · M. Visentín · Díez · Fijalkauskas · Sebastián · Trimboli · CT: -                                                                                       | Codaro · Filiberti · Maidana · Prono · Szabo · C. Visentín · M. Visentín · Díez · Fijalkauskas · Sebastián · Trimboli · CT: - | Argentina (bandiera) |